# Buibui claviger
Buibui claviger är en spindelart som beskrevs av Griswold 200. Buibui claviger ingår i släktet Buibui och familjen Cyatholipidae.
Artens utbredningsområde är Kenya. Inga underarter finns listade.